# Lavinia Meijer

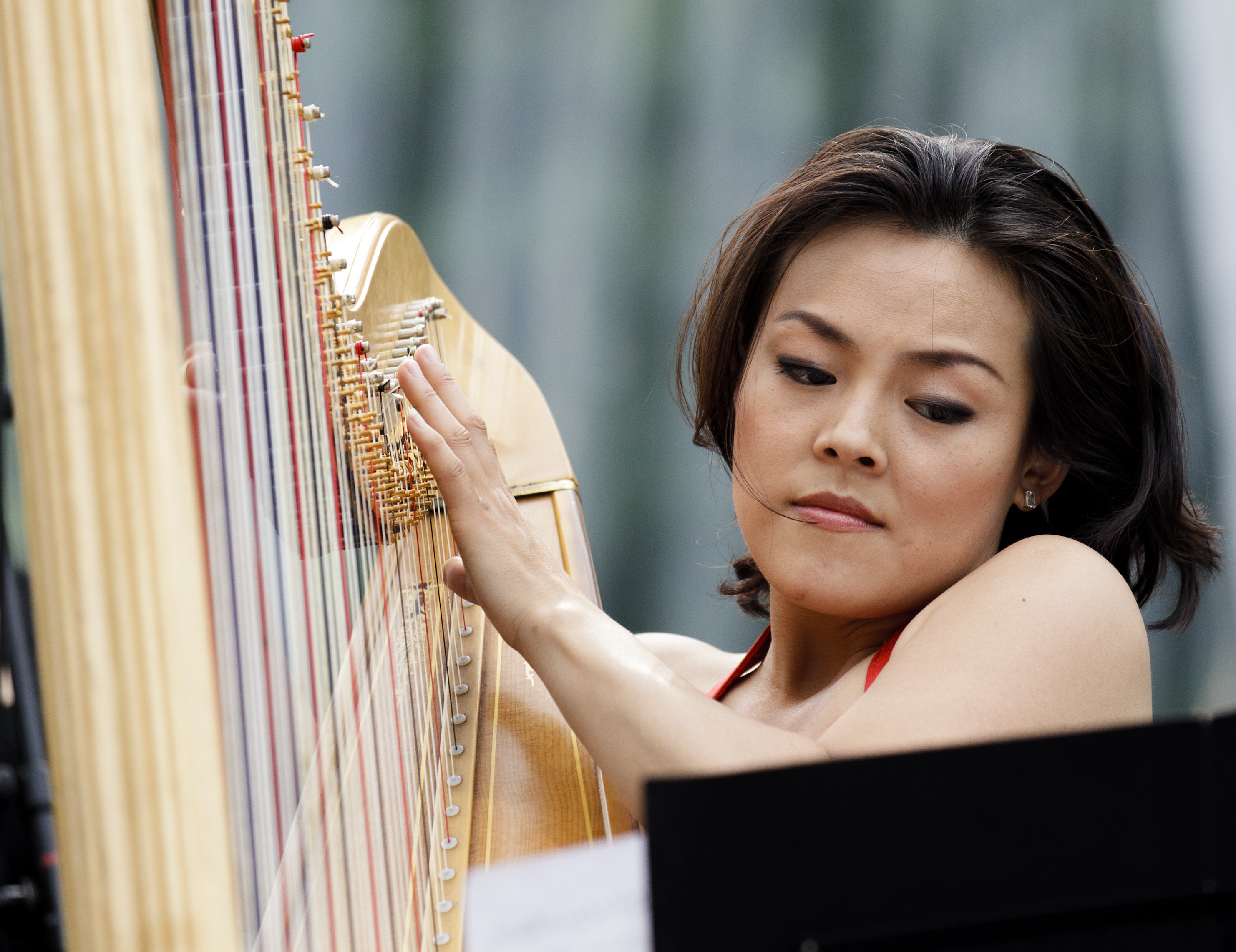
Lavinia Meijer (2011)

Lavinia Meijer (* 12. Februar 1983 in Südkorea) ist eine international auftretende niederländische Harfenistin.

## Herkunft und Ausbildung
Lavinia Meijer wurde 1983 in Südkorea geboren und im Alter von zwei Jahren von einer niederländischen Familie adoptiert, die gänzlich unmusikalisch ist. Mit 9 Jahren begann sie Harfe zu spielen und wurde schon mit 11 Jahren von Erika Waardenburg zum Studium in der Nachwuchsabteilung am Utrechts Conservatorium zugelassen.
2003 schloss sie das Studium dort cum laude ab. 2005 erwarb sie am Conservatorium van Amsterdam in Musik den Abschluss als Master ebenfalls cum laude.
Meijer studierte unter anderem bei Jana Bouskova, Isabelle Moretti, Daphne Boden, Natalia Shameyva, Emilia Moskvitina, Maria Graf, Skaila Kanga und Susann McDonald. Außerdem nahm sie einen Jazz-Kurs beim Jazzharfenisten Park Stickney und Unterricht in Interpretation bei Theo Olof (Violine), Walter van Hauwe (Blockflöte) und Willem Brons (Klavier).
Neben dem Studium des Standard-Repertoires für Harfe besuchte sie Meisterkurse mit Musikern anderer Instrumente, z. B. bei Willem Brons, Anner Bylsma, Theo Olof und Ton Koopman (Cembalo).

## Werk
2004 tourte Meijer mit dem Jenufa Quartett in der Reihe Het Debuut durch die Niederlande. In den Jahren 2006 bis 2008 trat sie mit Konzerten der Reihe Rising Stars neben dem Concertgebouw Amsterdam auch im Ausland auf, so in der Philharmonie Köln, dem Wiener Musikverein, der Symphony Hall Birmingham, der Pariser Cité-de-la-Musique, der Athener Concert Hall, dem Brüsseler Paleis voor schone kunsten, der Philharmonie Luxembourg, dem Stockholmer Konserthus sowie der New Yorker Carnegie Hall.
2006 spielte sie mit dem Aurelia Saxophone Quartet neue Transkriptionen von Caplet, Debussy und Ravel, aber auch zwei Uraufführungen des argentinischen Komponisten Carlos Michans und des niederländischen Komponisten Wijnand van Klaveren, die beide eigens für sie und das Aurelia Saxophone Quartet neue Musik komponierten.
2007 führten Meijer und Tjeerd Top (Violine) eine Uraufführung des amerikanischen Komponisten Garrett Byrnes im Amsterdamer Concertgebouw auf. Darüber hinaus spielte sie 2007 im Utrechter Vredenburg ein weiteres Uraufführungsstück von Carlos Michans zusammen mit der Radio Chamber Philharmony unter der Leitung von Thierry Fischer. Im Dezember schließlich folgte sie einer Konzerteinladung der Carnegie Hall zu ihrem Solo-Debüt in New York.
Meijer trat in Europa, Asien und Nordamerika auf und spielte dort als Solistin mit Orchestern wie dem Residentie Orkest, dem Radio-Sinfonieorchester Stuttgart des SWR, dem Radio Chamber Orchestra und dem Israel Philharmonic Orchestra. Zudem wurde sie zu Festivals eingeladen wie dem Grachtenfestival Amsterdam, dem Schleswig-Holstein Musik Festival und einer Reihe von Weltharfenkonferenzen.
Sie ist regelmäßiger Ersatz als Harfenistin verschiedener Orchester, darunter das Residentie Orkest und das Concertgebouw-Orchester, und trat  mit renommierten Orchestern in mehreren Radioprogrammen und Fernsehsendungen auf.
Ihr breites Interesse führte sie anschließend zu Jazz, Popmusik und modernen Klassikern der Minimal Music. 2012 veröffentlichte sie ein Album mit Werken von Philip Glass, das sie für Harfe transkribierte und das von Glass genehmigt wurde. Das Album stieg sofort an die Spitze der niederländischen Rockcharts und Meijer spielt diese Stücke oft bei akustischen Konzerten mit Kerzenlicht.
Schließlich veröffentlichte Meijer 2014 auf einem großen Plattenlabel (Sony Classical Records) ihr erstes Album Passaggio, das aus Stücken des italienischen Komponisten/Pianisten Ludovico Einaudi besteht, auf breite positive Kritik stieß und zur Nummer eins in den iTunes Classical Charts wurde.

## Privatleben
Lavinia Meijer ist verheiratet, ihr Mann ist in der IT-Branche tätig.

## Diskografie

### Studioalben
- 2004: 1685
- 2009: Divertissements
- 2009: Visions
- 2011: Fantasies and Impromptus
- 2012: Glass: Metamorphosis, The Hours
- 2014: Passagio - Einaudi by Lavinia
- 2015: Voyage
- 2016: The Glass Effect (The Music of Philip Glass & Others)
- 2023: Autumn (EP)
- 2024: Winter

### Livealben
- 2015: Lavinia Meijer & Carel Kraayenhof in Concert

### Singles
- 2013: Passaggio (NL: Gold)

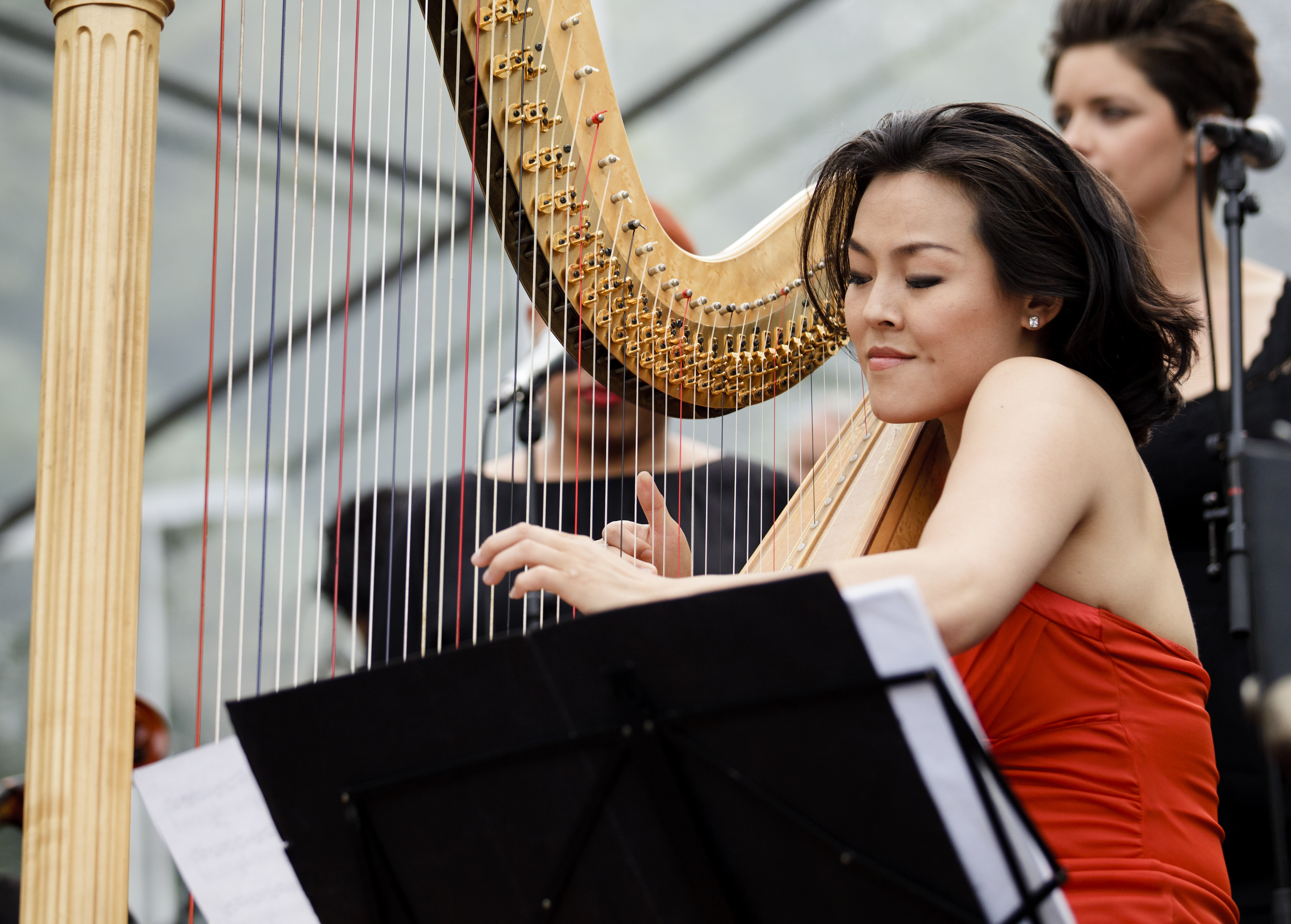
Lavinia Meijer auf dem National Concert (2011) in Utrecht